# Spanish Movie
Spanish Movie és la primera pel·lícula de Javier Ruiz Caldera i la primera pel·lícula espanyola que s'apunta al gènere de paròdies de l'estil de Scary Movie o Airplane!. Dirigida el 2009 per Javier Ruiz Caldera i escrita per Paco Cabezas.
La producció parodia èxits de taquilla espanyols com The Others, REC, El orfanato, Mar adentro, Alatriste, o El laberinto del fauno. El rodatge va donar principi el 23 de febrer de 2009 en Barcelona i va finalitzar el 29 d'abril de 2009. Es va estrenar en cinemes el 4 de desembre de 2009. La pel·lícula compta amb la presència de Leslie Nielsen, qui va aparèixer per primera i única vegada en una pel·lícula espanyola amb un cameo. A més va sortir en un tràiler d'aquesta pel·lícula al costat de Chiquito de la Calzada. També apareix Joselito, després de 40 anys sense fer una pel·lícula.
La pel·lícula va aconseguir recaptar una mica més de 7 milions i mig d'euros i va causar diferències d'opinions entre la crítica professional. Va arribar a ser nominada a dues Premis Goya el 2010 a la millor cançó original per Spanish song i als millors efectes especials.

## Argument
Ramira és l'encarregada de cuidar als nens de Laura, Simeón i Ofendia. Accidentalment assassina a Simeón, un nen fotofóbico, deixant-li sortir a la llum del sol, així que Ramira decideix mentir sobre aquest tema sobre la desaparició de Simeón.
Vegeu també: Personatges de Spanish Movie

## Repartiment
Personatges Principals
- Alexandra Jiménez - Ramira. Arriba a la mansió per a treballar, i de seguida té problemes amb el fill.[5]
- Silvia Abril - Laura San Antón. Té molt mal caràcter, és desconfiada, i ha de suportar a un germà invàlid (Pedro), a més d'enyorar al seu marit (Alatriste) i buscar al seu fill.[5]
- Carlos Areces - Pedro San Antón. En la seva joventut va ser un psicòpata; ara està prostrat en el llit. Està corprès de Ramira, pinta i intenta suïcidar-se constantment.[5]
- Joaquín Reyes - Faune. Sorollós, amb poca gràcia i nul·la màgia.[5]
- Eduardo Gómez - Diego Miranda. És el marit de Laura que es troba en la guerra.[5]
- Michelle Jenner - Fada
- Laia Alda - Ofendia Miranda San Antón. Té com a especialitat la maldat que passa de la desaparició del seu germà.[5]
- Juana Cordero - Gerarda
- Joselito - El José
- Teresa Lozano - Maligna Escobedo
- Luis Zahera - Antonio
- Clara Segura - Raimunda

Cameos
- Julián López - Home en el bar
- Ernesto Sevilla - Home en el bar
- Raúl Cimas - Home en el bar
- Leslie Nielsen - Dr. Nielsen
- Leticia Dolera - Reportera Ángela Vidal
- Paco Plaza - Municipal Sergio
- Jaume Balagueró - Bomber Manu
- Berto Romero - Barrufet
- Jordi Vilches - Bacala
- Lorena Castell - Juani C.
- Andreu Buenafuente - Gnom
- Carmen Ruiz - Agustica
- Juan García Amén - Ell mateix
- Nacho Vidal - Ell mateix
- Chiquito de la Calçada - Ell mateix
- Alejandro Amenábar - Reflex en mirall
- Juan Antonio Bayona - Alfrodo
- Belén Rueda - Laura San Antón (Jove)
- Sergio G. Sánchez - Papoya el Marí
- Fernando Gil - Barman
- Fermí Fernández - Reporter
- David Fernández - Comissari Alpedrete
- Álex de la Iglesia – Triler

Veus de doblatge
Doblatge:
- Camilo García - Voz de Doctor. Nielsen en castellà
- Miguel Ángel Jenner - Tràiler / Veu de "Los lunes alcohol"
- José María del Río – Anunci d'autònoms

## Producció
Spanish Movie va aparèixer en un moment en què ja era molt conegut el gènere spoof movie, per la qual cosa, com ells mateixos van afirmar, era pràcticament impossible innovar en aquest camp. 
| «                                               | No podem presumir de ser originals, tothom ha pensat alguna vegada a fer una cosa semblant. L'únic mèrit, que és a més raó per la qual estem a punt d'estrenar la pel·lícula, és perquè Francisco Sánchez que li va posar el títol, després d'un festival de Sant Sebastià, em va cridar i em va dir: "Paio, la farem". | » |
| — Eneko Lizarraga, coproductor de Spanish Movie | |   |

Així que van decidir, per tant, que les pel·lícules parodiades havien de complir amb un parell de premisses preliminars: 
| «                                               | La primera que haguessin conquistat una quantitat important d'espectadors i la segona és que d'aquesta llista havien de desaparèixer les comèdies d'èxit. | » |
| — Eneko Lizarraga, coproductor de la pel·lícula | |   |

Després de començar a escriure el guió, els productors de la pel·lícula van triar Javier Ruiz Caldera per a dirigir la pel·lícula, donat el fet que aquests van quedar satisfets després del visionat de Treitum, un curtmetratge molt premiat del director català. Javier Ruiz Caldera va assumir el càrrec de director promptament. 
| «                                                | A vegades aquestes coses passen, reps una trucada d'un número desconegut, despenges i es presenten uns senyors productors per a oferir-te dirigir una pel·lícula. Una setmana després em vaig trobar ficat de ple en el "embolao", i aquests productors es van convertir en la meva segona família. | » |
| — Javier Ruiz Caldera, director de Spanish Movie | |   |

Tota la producció de la pel·lícula és espanyola: l'adaptació dels guions, el vestuari, el repartiment i els efectes. Però la música es va fer a Budapest, a Hongria, ja que la productora de la pel·lícula Think Studios va ordenar que la música es creés a Hongria per la bona qualitat de música que existeix en aquest país.

## Paròdies
- Campaneta: La fada del Faune, quan crida "Cura, amo, no se'n fiï, aquesta nena està boja".
- Playmobil: El ninot tractant d'aconseguir un amb la fada.
- Mar adentro: El personatge de Pedro.
- L'orfenat: El personatge de Laura[8] i Simeón quan es crema.
- The Others: Trama de la pel·lícula.
- Los lunes al sol: Quan surten anuncis en la tele de Ramira.[8]
- Mar adentro: Trama de la pel·lícula i quan Pedro vola amb Ramira i Simeón.
- Volver: El personatge de Ramira,[8] quan Ramira convida a Ofendia a la seva casa, i quan van a Alpedrete de los Almodovares.
- El laberinto del fauno: Els personatge de Faune i fada.[8]
- Abre los ojos: El personatge de Pedro, quan es reflectia en el mirall, quan sali al carrer i es troba en el terrat.
- Alatriste: El personatge del marit, quan Laura el troba entre la boira.[8]
- REC: En la part en què Laura cau en el bany i apareix la periodista Ángela Vidal amb el seu equip de càmeres i un moc en el seu nas
- No Country for Old Men:Quan Pedro conta el seu passat,[8] es corda els pantalons, i quan es dispara a la cama.
- Superman: Quan Pedro vola fins al terrat..
- El milagro de P. Tinto: Quan Pedro té l'accident va amb una bombona de butà, com Pablo Pinedo durant tota la pel·lícula de Javier Fesser.
- El ángel exterminador: Els personatges de l'anunci no poden sortir del bar.[8]
- Jo sóc la Juani: Quan Laura buscarà Alatriste es troben a la Juani i a Dani entre la boira.
- Al problema de Carlos Sainz en el mundial de 1998 amb la mítica frase "Tràfic d'arrencar-lo!".

## Cameos d'actors i directors
- Leslie Nielsen: Quan Álex de la Iglesia ppregunta si hi ha algun metge.
- José Jiménez Fernández "Joselito": Quan substitueix a Simeón.
- Álex de la Iglesia: Quan Laura li pregunta als habitants d'Alpedrete de los Almodovares.
- Belén Rueda: (Protagonista de l'Orfenat) Quan ambdues Lauras es troben mentre busquen al seu respectiu fill.
- Espinete: Quan el policia els compta el passat de Maligna Escobero.
- Alejandro Amenábar: (Director de Mar adentro, Los otros i Abre los ojos) Quan Pedro es reflecteix en el mirall en contar el seu passat.
- Jaume Balagueró i Paco Plaza: (Directors de REC) Part en la qual Laura cau en el bany, són el bomber i el policia respectivament.
- Berto Romero: Quan Ofendia posa a la fada en una caseta de nines la fada se'l troba com un Barrufet.
- Andreu Buenafuente: Apareix com David el gnom assegut juntament amb el barrufet.
- Chiquito de la Calzada: En els crèdits finals i retratat en un quadre de la casa.
- Juan Antonio Bayona: (Director de l'Orfenat) Quan Laura mira l'àlbum de fotos de Diego.
- Sergio G. Sánchez: (Guionista de l'Orfenat) Quan el policia els conta el passat de Maligna Escobero.
- Muchachada Nui: Joaquín Reyes, Raúl Cimas, Julián López, Carlos Areces i Ernesto Sevilla van fer un cameo en un anunci de TV en una escena de la pel·lícula, parodiant Los lunes al sol.

## Crítiques
Molts dels directors de les pel·lícules parodiades es van posar bastant contents. Alguns exemples són: a Juan Antonio Bayona a més de fer-li gràcia tot el referent a L'orfenat, va venir a la passada amb la seva mare, i va confessar que feia anys que no reia tant. Alejandro Amenábar no es va ficar per a res amb el referent a Mar adentro. Álex de la Iglesia mai havia fet res semblant, i estava molt content, i Jaume Balagueró i Paco Plaza en volien més.
La de crítics especialitzats ha estat bastant dividida, mostra d'això és que Carlos Boyero de El País digués: "Espero en va durant 85 minuts molt llargs que aparegui un gag, una idea, un acudit, un diàleg, un personatge, que m'arrenquin no ja la sempre venturosa riallada, sinó tan sols la agraïble somriure", mentre que Carlos Marañón de Cinemanía digués: "Una de les idees més brillants que ha donat el cinema espanyol en molt de temps. Per una vegada, la espanyolització d'una idea aliena no fa olor de rutinari, a una cosa televisiva".
La pel·lícula té una recepció de 4.2 sobre 10 en el lloc especialitzat de pel·lícules IMDB, basat en l'opinió de 2,448 usuaris.

## Taquilla
Es va estrenar el 4 de desembre de 2009 la pel·lícula més taquillera en les seves dos primers caps de setmana, aconseguint durant aquest període 4.946.151 euros i 789.855 espectadors.Va acabar l'any 2010 amb 6.635.295,96 euros recaptats ocupant el cinquè lloc de les pel·lícules espanyoles i el 24 del global més taquilleres durant aquest any i fou vista per 1.072.280 espectadors. El cap de setmana del 8 al 10 de gener de 2010 va ser l'últim en el qual va estar en el top 20 amb un acumulat de 7.539.063 euros i 1.216.210 espectadors.

## Televisió
La seva estrena en televisió es va produir el 8 d'octubre de 2010, sent la pel·lícula emesa pel canal de pagament Canal+.
Per a l'estrena en obert, el grup Mediaset España, en el qual s'integra la productora de la pel·lícula, va triar el canal Cuatro. La pel·lícula es va estrenar el 5 de setembre de 2012 amb un gran acolliment, ja que va obtenir un 15.3% de quota de pantalla i 2.521.000 espectadors, convertint-se així en l'emissió més vista del dia, i superant àmpliament la mitjana de la cadena (que aquest dia va obtenir un 6,4%). A més, durant l'emissió de la pel·lícula, el etiqueta #SpanishMovie va ser trending topic a Espanya. Una setmana més tard, l'11 de setembre, el canal FDF va tornar a emetre la cinta, que va tornar a ser l'emissió més vista del dia, aquesta vegada entre les temàtiques TDT, amb una audiència de 836.000 espectadors i un 4,8% de quota de pantalla. El 4 de maig de 2013 s'emet en Prime time en la cadena Cuatro.